# Seus Olhos
Seus Olhos (en español: Sus Ojos) es una telenovela brasileña producida por el SBT en el año 2004 y que se emitió originalmente entre el 18 de mayo y el 4 de diciembre de 2004.
Está basada en la radionovela La gata de Inés Rodena, en particular en su primera adaptación mexicana, producida por Televisa en 1970. Fue adaptada al portugués por Ecila Pedroso, Marino Naomi, Lazzarini Marcos, Aimar Labaki, Viana y Mario Torres y Fabio dirigida por Jacques Lagoa, Fue protagonizada por Carla Regina y Thierry Figueira, también cuenta con la participación antagónica de la actriz venezolana Christina Dieckmann.

## Argumento

### Primera fase
Se lleva a cabo en São Paulo en el año 1980. Marina con 21 años,es una gran pintora de cuadros y e hija de un padre huérfano, que lleva una buena vida junto a su madre. Víctor tiene muchas posibilidades de ganar el corazón de la niña. Él es un exitoso abogado que trabaja en una empresa de construcción naval, cuyo heredero, Thiago, también enamorado de Marina. Pero ella no sabe que Víctor está casado con Elaine y tiene un hijo de dos años, Arthur.
Edita muere, dejando huérfana Marina, y esto, debilitado, la entrega a Víctor. La situación sería mejor para él si su esposa no ha descubierto el caso. Marina se sorprende al enterarse de que el "novio" en realidad es casado y termina inmediatamente la novela. Luego viene Santiago y la amistad que se convierte en amor, el matrimonio. Amigo de Flavia, Marina, casa con Sergio, al mismo tiempo y ambas quedan embarazadas.
Durante los nueve meses de embarazo, Victor le da un golpe que se traduce en el fracaso de su negocio. El vicepresidente Sergio se entera y, después de una pelea, mata a Victor James y la culpa por lo sucedido. Él le dice toda la verdad Marina. Pero para probar que lo hizo todo por amor, gasta todo el dinero que le robó a su niña recién nacida hija, Renata. La madre está indignada. Los dos luchan y finalmente asesina Victor Marina. Desesperado, busca pruebas para culpar a James, que aunque inocente, es condenado y sentenciado a 30 años de prisión.
Flavia también da a luz a una hija, Cibele. El destino de Cibele y Renata se cruzarán veinte años después. Renata es secuestrada por Dirce, una explotadora de niños que reside en los suburbios de la ciudad paulista. Rinaldo, más conocido como el explorador y Berro hijo, comete un asalto y es atrapado, causando a la empresa a James en la cárcel.

### Segunda fase
Se inicia con el paso de ocho años. Renata todavía vive con Dirce, que explora lo mucho que puede. Víctor se da por vencido en la empresa para iniciar su propio bufete de abogados, además de trabajar para el crimen organizado. La trabajadora social y socióloga Renata Norma conoce y se mueve por las condiciones de la niña. Cibele es criada por sus abuelos en Sao Paulo, lejos de su madre. Después de que Arthur está saliendo con ella. Entonces comienza una persecución de Dirce. Renata es una gran amistad con Arthur, quien le enseña a leer y escribir. A ella le encanta dibujar, un don heredado de su madre fallecida.

### Tercera fase
Doce años más volverá a pasar. Renata y Arthur se enamora. Debido a las diferencias sociales y preguntó a la chica, la pareja saliendo en secreto. Víctor y Elaine celebra bodas de plata. En ese momento, Arthur finalmente ha Renata familia como su novia. Pero su madre se vuelve loco y lanza el futuro su hija -house.
Víctor es golpeado por la similitud entre Renata y su madre, e inmediatamente se sospecha que se trata de la joven desaparecida desde hace años. Mucho más que capaz de recuperar "su dinero", la pasión sentía por Victor Marina Renata renacer en la figura, que es idéntica a la madre. Así se forma el triángulo amoroso que involucra a Víctor, Arturo y Renata. Elaine se siente que la historia de más de 20 años se repite y hará cualquier cosa para no perder Victor.
Arthur está saliendo y se enamora con la codiciosa Cibele, luego ella lo chantajea diciendo que no se quiere casar con él. Entonces ella sale y se enamora del peligroso Felipe. 
Renata se va a vivir en el desván que pertenecía a su madre y cuando encuentre la imagen que fue tomada en la sala de maternidad, poco a poco descubre la verdad. Ella y Arturo tendrá que superar los problemas y traumas del pasado y superar los obstáculos de este a tener un romance feliz.

## Reparto
- Carla Regina - Marina / Renata
- Thierry Figueira - Artur Meirelles
- Petronio Gontijo - Víctor Meirelles
- Juan Alba - Thiago
- Françoise Forton - Elaine Meirelles
- Regina Dourado - Mafalda
- Bete Mendes -Edita
- Luiz Guilherme  -Otto
- Claudio Fontana - Gilson
- Bete Coelho - Norma
- Lu Grimaldi  - Dirce
- Carmo Dalla Vecchia - Sergio
- Adriana Londoño - Flavia
- Marcela Muñiz - Valeria
- Nico Puig - Berro (Rinaldo)
- Neusa Maria Faro  -Giselda
- Luiz Carlos de Moraes  -Demetrio
- Raoni Carneiro  -Felipe Meirelles
- Fábio Villa Verde - Tito
- Jiddu Pinheiro - Juce
- Roger Gregory - Márcico
- Matheus Petinatti  - Nilo
- Gesi Amadeu - Bartolomé
- Vietia Zangrandi - Dora
- Cléo Ventura - Lara
- Cesar Pezzuoli - Mauro
- Angela Correa - Elvira
- Rodolfo de Freitas - Leonel
- Patricia Mayo - Araci
- Everaldo Bruno - Giocondo
- Jacqueline Dalabona  -  Lydia
- Martha Meola  - Cleusa
- Ademir Zanyor  -Vicente
- Christina Dieckmann - Cibele
- Ricardo di Giacomo - Tadeu
- Roger Bandera - Valdo
- Marcelo Pio - Thomas
- Marcelo Castione - Teo

## Niños
- Thávine Ferrari -Renata
- Renan Bega -Artur
- Rodolfo Valente -Gilson
- Julia Ramos -Cibeles
- Caique Filipe -Santos
- Lucas Papp  -Nilo

## Banda sonora
La banda sonora de Seus Olhos no fue lanzado comercialmente. Las canciones que formaron parte de la novela son los siguientes
1. Estos son los ojos de su amor - Adryana Ribeiro
2. The Look of Love - Paula Lima
3. La mirada - LS Jack
4. Los sueños y las piedras - Flavio Venturini
5. Si bien hay Saudade - Alcione
6. Jura Secreta - Lins Lucinha
7. Vagabond Heart  - Josee Koning
8. Trickster - Bezerra da Silva
9. Vox Populi  - Ana Carolina
10. Blah Blah Blah - Rouge
11. Sebastiana - Jackson do Pandeiro
12. Tú me Acostumbraste - Luis Miguel

## Versiones
En Puerto Rico:
- La gata (1961): Producida por Esther Palés para el Telemundo de Puerto Rico, y protagonizada por Helena Montalbán y Braulio Castillo.

En Argentina:
- Ella, la gata (1967): Dirigida por Roberto Denis para Canal 13, y protagonizada por Marta González y Enrique Liporace.

En Venezuela:
- La gata (1968): Producida por Cadena Venezolana de Televisión, y protagonizada por Peggy Walker y Manolo Coego.
- Rubí rebelde (1989): Producida por Genaro Escobar para RCTV, y protagonizada por Mariela Alcalá y Jaime Araque. (Fusión de La gata con Enamorada, otra radionovela de Inés Rodena).
- Cara sucia (1992): Producida por Marisol Campos para Venevisión, y protagonizada por Sonya Smith y Guillermo Dávila.
- Muñeca de trapo (2000): Producida por Laura Visconti Producciones para Venevisión, y protagonizada por Karina Orozco y Adrián Delgado.

En México:
- La gata (1970): Producida por Valentín Pimstein para Telesistema Mexicano (hoy Televisa), y protagonizada por María Teresa Rivas y Juan Ferrara.
- La fiera (1983): Producida también por Valentín Pimstein para Televisa, y protagonizada por Victoria Ruffo y Guillermo Capetillo.

- 'Rosa salvaje (1987): Producida también por Valentín Pimstein para Televisa, y protagonizada por Verónica Castro y Guillermo Capetillo. (Fusión de La gata con La indomable, otra radionovela de Inés Rodena).
- Sueño de amor (1993): Producida por José Rendón para Televisa,y protagonizada por Angélica Rivera y Omar Fierro.
- 'Por un beso (2000): Producida por Angelli Nesma para Televisa, y protagonizada por Natalia Esperón y Victor Noriega.
- Pobre diabla (2009): Producida por Fides Velasco para TV Azteca, y protagonizada por Alejandra Lazcano y Cristóbal Lander.
- La gata (2014): Producida por Nathalie Lartilleux para Televisa, y protagonizada por Maite Perroni y Daniel Arenas.

En Venezuela y Estados Unidos:
- Gata salvaje (2002): Producida por Alfredo Schwarz y Arquímedes Rivero para Venevisión y Univisión, y protagonizada por Marlene Favela y Mario Cimarro. (Fusión de La gata con La indomable y La galleguita, otras radionovelas de Inés Rodena).